# Zargus
Zargus is een geslacht van kevers uit de familie van de loopkevers (Carabidae). De wetenschappelijke naam van het geslacht is voor het eerst geldig gepubliceerd in 1854 door Wollaston.

## Soorten
Het geslacht Zargus omvat de volgende soorten:
- Zargus crotchianus Wollaston, 1865
- Zargus desertae Wollaston, 1854
- Zargus monizii Wollaston, 1860
- Zargus pellucidus Wollaston, 1854
- Zargus schaumii Wollaston, 1854